# Шерил (певачица)
Шерил Ен Твиди (енгл. Cheryl Ann Tweedy; Њукасл, 30. јун 1983) британска је певачица, списатељица, предузетница и телевизијска личност. Прославила се 2002. године као учесница у телевизијском такмичењу за музичке таленте Popstars: The Rivals, захваљујући којој је постала чланица групе Girls Aloud, са којом ће у наредних шест година објавити пет успешних студијских албума и продати преко осам милиона носача звука.
Њен први солистички подухват био је дует „Heartbreaker“ са репером Вилајемом, објављен 2006. године. Године 2008. Шерил постаје један од судија у телевизијском такмичењу X Factor и постаје једна од најпопуларнијих личности у Великој Британији. Наредне године објавила је свој први самостални сингл „Fight for This Love“, који је дебитовао на првом месту британске топ-листе, а убрзо потом и свој први албум 3 Words. Шерил је од тада објавила још три студијска албума — Messy Little Teardrops (2010), A Million Lights (2012) и Only Human (2014). Године 2014. постала је прва Британка икада која је имала пет својих синглова на првом месту британске топ-листе.
Шерил позната је и по свом личном животу. Од 2006. до 2010. године била је удата за енглеског фудбалера Ешлија Кола, а од 2014. године је у браку са француским предузетником Жан-Бернаром Фернандез-Версинијем. Њено богатство процењује се на око двадесет милиона британских фунти.

## Детињство
Шерил Ен Твиди је рођена 30. јуна 1983. у Њукаслу на Тајну, а одрасла је у суседним окрузима Вокер и Хитон. Она је четврто од петоро деце Џоан Калахан и прво од њено двоје деце са Гаријем Твидијем.

## Дискографија
- (2009)
- (2010)
- (2012)
- (2014)